# Hey Ho!
Hey Ho! is een nummer van het Australische dj-duo Kronic & Krunk! uit 2014. 
"Hey Ho!" werd enkel in België een bescheiden hit. Het progressive housenummer behaalde de 24e positie in de Vlaamse Ultratop 50.

## Tracklijst
1. "Hey Ho!" (original extended mix)